# L'Ascension du Chimborazo
Pour plus de détails, voir Fiche technique et Distribution.
L'Ascension du Chimborazo (Die Besteigung des Chimborazo) est un film d'alpinisme allemand réalisé par Rainer Simon. Il s'agit de la première coproduction entre la République fédérale allemande et la République démocratique allemande, sortie en 1989 en RDA et en 1991 en RFA.
Il a été tourné en Équateur sur le mont Chimborazo culminant à 6 263 mètres d'altitude et le point culminant du monde par rapport au centre de la terre.

## Synopsis
En 1799, l'explorateur allemand Alexander von Humboldt embarque avec son complice le botaniste français Aimé Bonpland pour le Nouveau Monde. Arrivés en Équateur en 1802, ils entreprennent de gravir le volcan Chimborazo en compagnie d'un noble équatorien, Carlos Montúfar, à la tête d'une caravane.

## Fiche technique
- Titre original : Die Besteigung des Chimborazo
- Titre français : L'Ascension du Chimborazo[3]
- Réalisateur : Rainer Simon
- Assistants au réalisateur : Dietmar Haiduk, Barbara Mädler
- Scénario : Rainer Simon, Paul Kanut Schäfer (de)
- Photographie : Roland Dressel (de)
- Montage : Helga Gentz
- Son : Christfried Sobczyk
- Musique : Robert Linke (de)
- Décors : Alfred Hirschmeier
- Costumes : Günther Heidemann
- Maquillage : Klaus Friedrich, Ursula Funk, Andrea Teichmann, Erich Runge
- Accessoires : Jörg Danneberg, Andreas Pfeiffenberger, Ingo Schlegel
- Régisseurs : Dorothea Hildebrandt
- Sociétés de production : Deutsche Film AG, TORO-Film GmbH Berlin, Zweites Deutsches Fernsehen (ZDF)
- Pays de production :  Allemagne de l'Est,  Allemagne de l'Ouest
- Langue de tournage : allemand
- Format : Couleur Orwo - 1,66:1 - 35 mm
- Durée : 96 minutes (1h36)
- Genre : Film d'aventures
- Dates de sortie :
  - Allemagne de l'Est : 7 septembre 1989
  - Allemagne de l'Ouest : 10 juin 1991

## Distribution
- Jan Josef Liefers : Alexander von Humboldt
- Luis Miquel Campos : Carlos Montúfar
- Olivier Pascalin : Aimé Bonpland
- Pedro Sisa : Pacho
- Monika Lennartz (de) : Mme von Humboldt
- Götz Schubert : Wilhelm von Humboldt
- Hans-Uwe Bauer (de) : Georg Forster
- Sven Martinek : Reinhard von Haeften
- Peter Mohrdieck (de) : Wildenow
- Carl Martin Spengler (de) : Kunth
- Pedro Torres : le prêtre
- Augusto Sacoto : Marqués
- Maria-Rosa Rodriguez : la comtesse
- Raul Guarderas : le vieux noble
- Renato Ortega : le jeune noble
- Maria Silveria Sanunga León : une vieille indigène
- Fortunato Hipo : le chaman
- Stefan Rehberg : M. Spörl
- Kathrin Waligura (de) : Mme Spörl
- Helmut Straßburger (de) : Charles IV, roi d'Espagne
- Margit Bendokat (de) : Marie-Louise de Bourbon-Parme, reine d'Espagne
- Herbert Sand (de) : Blanchard
- Claudia Michelsen : Henriette Herz
- Alfred Struwe :

## Production
Le film a été réalisé dans les dernières années de la RDA, ce qui lui confère une grande actualité politique, puisque la passion du jeune Humboldt pour les pays lointains se heurte à la liberté de voyager limitée en RDA. En 1987, des discussions ont été entamées entre DEFA-Außenhandel et TORO-Film Westberlin. Le tournage a commencé en juin 1988.
L'acteur principal Jan Josef Liefers a fait ses débuts au cinéma dans le rôle d'Alexander von Humboldt. À l'origine, Tom Pauls (de) était prévu pour jouer son rôle, mais le chef de la DEFA, Hans Dieter Mäde (de), l'en a empêché de manière répressive pour obliger Pauls à tourner Zum Teufel mit Harbolla. Claudia Michelsen - alors étudiante en art dramatique - a fait ses débuts au cinéma avec un rôle secondaire, celui d'Henriette Herz. 
Les lieux de tournage de cette production coûteuse se trouvaient à Berlin, Iéna, Paris, en Espagne et à Totorillas en Équateur. Rainer Simon s'est aventuré sur un terrain totalement nouveau. En Équateur, l'équipe du film a tourné avec des Indiens autochtones dont les rites, le quotidien et la vie ont été montrés, conférant ainsi au film un caractère documentaire.